# Ewartia nubigena
Ewartia nubigena là một loài thực vật có hoa trong họ Cúc. Loài này được (F.Muell.) Beauverd mô tả khoa học đầu tiên năm 1910.